# Min älskades land
Min älskades land är en dikt skriven av Ivar Lo-Johansson. Den är en av Johanssons många verk och ingår i samlingen Kärlekshistorier som gavs ut 1984.
Kärlekshistorier består av 277 sidor och är utgiven av Författarförlaget. 

## Form och innehåll
Dikten handlar om en okänd person som i ett okänt land letar efter eller är på väg till något/någon. Diktjaget använder sig mycket av naturen för att beskriva sin omgivning. I början kan man läsa att diktjaget letar efter något/någon eller börjar sin resa, för att senare stanna upp, förändra något och därefter fortsätta sin resa/ledande. Mot slutet finner diktjaget de den söker och beskriver detta med starka och kärleksfulla ord.
Dikten består av åtta stycken, där alla styckena innehåller fyra rader, men med olika långa meningar. Det är två meningar i varje stycke förutom i ett där det finns en dialog som gör stycket aningen längre. 
Att dikten är uppdelad i stycken gör den enkel att följa och den går att läsa med en rytm. Det finns dock ett antal talsträck i ett av styckena som gör att mönstret bryts. Meningarnas slutord rimmar i de allra flesta styckena.
Dikten är skriven på ett enkelt sätt, men man kan ändå måla upp en bild av handlingen inom sig när man läser den, eftersom omgivningen beskrivs kortfattat och tydligt.
Land är ett ord som upprepas i dikten, liksom ordet fjärran, vilket är naturligt eftersom det är kring en resa mot det fjärran landet, som dikten handlar om.
I sista stycket upprepas samma ord, "inget, inget", direkt efter varandra, vilket kan vara ett sätt att förstärka budskapet ytterligare.

## Språk och stil
Temat i dikten är en resa genom ett land, som beskrivs i ljusa, vackra och mäktiga ordalag.  
Trots det enkla språket kan man som läsare uppleva en mystik kring resan och den omgivande naturen. Även om språket är enkelt, är vissa uttryck ganska tydliga och starka som tex "fallit i jubel" och "brustit i gråt".  
- Anafor: “Jag har åkt, jag har sprungit”.

- Allegori- Dikten kan tolkas på ett annat sätt än förespråkat: Dikten handlar om en tågresa, men den kan även tolkas som en resa genom livet och själen. Till exempel när diktjaget säger: "Jag har åkt genom nätter och dagar". Detta kan man då tolka som att han/hon söker efter något/någon hela tiden under sin resa , men en annan tolkning kan också vara att man söker genom livet och själen. Raden "Ibland har jag stannat vid fönstret" kan tolkas som att man stannar vid ett fönster eller bara har stannat upp i livet med själen och tankarna.

- Symbol: Eldmärkesblommor kan ses som en symbol för något väldigt speciellt och någonting som är mycket i ögonfallande.

- Metafor- Ger en bildlig beskrivning av något vackert och positivt: “Eldsmärkesblommor som ler”

- Besjälning- Finns med i dikten flertal gånger som: “eldmäkesblommor som tittat från rösen och åkerslut” och “Det är henne björkarna växt åt”

.
Ofta används två ord för av samma slag för att göra en beskrivning tydligare:
- Sommarn och solen

- Med gräs och med blom

- Rösen och åkerslut

- Stigar och vägar

- Mil och hektar